# Kuno Francke

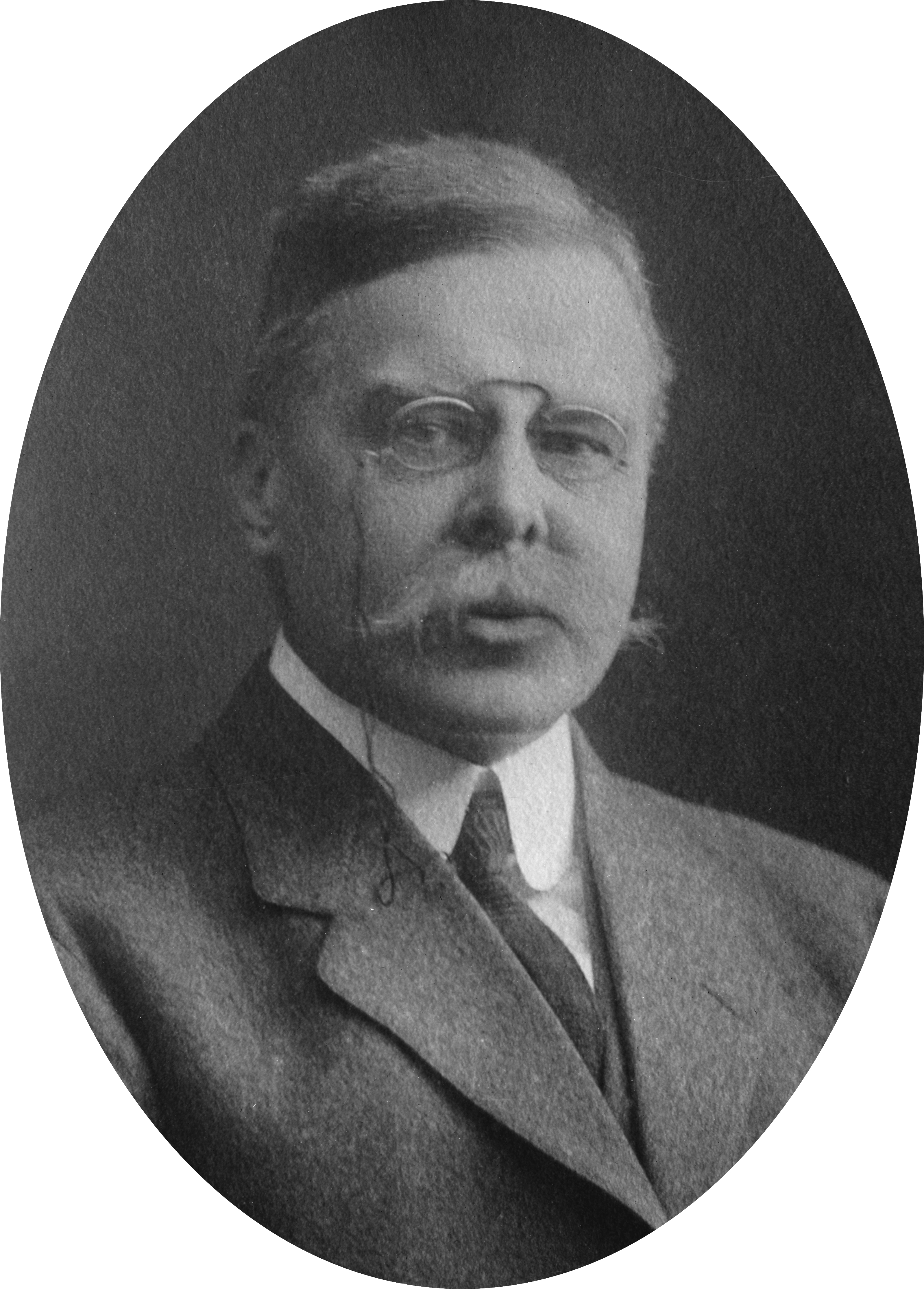
Kuno Francke (1917)

Kuno Francke (* 27. September 1855 in Kiel; † 25. Juni 1930 in Cambridge, USA) war ein deutsch-amerikanischer Germanist.

## Vorfahren
Kuno Franke war ein Sohn des Juristen August Wilhelm Francke (1805–1864) und dessen Ehefrau Catharina Maria, geborene Jensen (1815–1874). Der Großvater mütterlicherseits war der Flensburger Kaufmann Heinrich Carstensen Jensen, der Großvater väterlicherseits Georg Samuel Francke. Sein älterer Bruder Alexander Francke arbeitete als Buchhändler und Verleger. Zu seinen Onkeln gehörten der Altphilologe Johann Valentin Francke und der Schriftsteller Georg Karl Theodor Francke.

## Jugend, Studium und kurze Lehrtätigkeit
Franckes Vater zog berufsbedingt kurz vor der Geburt des Sohnes Kuno nach Kiel, wo dieser die Kindheit verbrachte. Ab 1863 besuchte er die Kieler Gelehrtenschule. Sein Vater starb ein Jahr später; sein ältester Bruder Hugo übernahm stattdessen die Vaterrolle. Ostern 1873 bestand er die Abiturprüfung und begann direkt im Anschluss ein Studium insbesondere der Klassischen und Deutschen Philologie, Geschichte und Archäologie an der Universität Kiel. Zum Sommersemester 1874 wechselte er nach Berlin, vom Sommersemester 1876 bis zum Wintersemester 1876/77 nach Jena und 1878 nach München. Er belegte viele Studienfächer und hörte bei außergewöhnlich zahlreichen bedeutenden Gelehrten. Dazu gehörte insbesondere Friedrich Paulsen, über den er Bekanntschaft mit Ferdinand Tönnies machte, den Francke bewunderte und mit dem er eine lebenslange Freundschaft pflegte.
An der Universität Jena lernte Francke bei Rudolf Eucken, der ihn beeindruckte. An der Universität München unterstützten ihn Wilhelm von Giesebrecht, Heinrich von Brunn und Michael Bernays. Aufgrund seiner vielfältigen Interessen und Begabungen konzentrierte sich Francke nicht immer auf ein Hauptstudienfach. Für einige Zeit widmete er sich eher der Schriftstellerei anstelle wissenschaftlicher Arbeiten. Heinrich von Brunn riet ihm, der Wissenschaft breiteren Raum einzuräumen. Francke studierte daraufhin verstärkt Philologie. Er schrieb jedoch lebenslang Gedichte, insbesondere Erlebnislyrik. Einige dieser Texte erschienen in Zeitschriften und 1923 als Anthologie mit dem Titel „Deutsches Schicksal“. Das Gelegenheitsgedicht „Gruß Amerikas an Deutschland“ fand Eingang in eine weitverbreitete, bekannte Anthologie, was Francke mit Stolz erfüllte.
1878 promovierte sich Francke bei von Giesebrecht in München. Dabei widmete er sich der hochmittelalterlichen lateinischen Schulpoesie. Von Giesebrecht schlug Francke für das König-Ludwig-Stipendiat vor, das seinem Schüler einen sechsmonatigen Aufenthalt an italienischen Bibliotheken und Archiven ermöglichte. Er nutzte diese Zeit für mediävistische Studien. Anschließend ging er nach Kiel und arbeitete im Sommerhalbjahr 1880 als Probekandidat an der Kieler Gelehrtenschule. Im Winterhalbjahr bekam er eine Stelle als Hilfslehrer für Deutsch, Griechisch, Latein und Französisch. Wie andere Lehrer setzte er seine wissenschaftlichen Studien fort.
Ende 1881 schied Francke offiziell „aus gesundheitlichen Gründen“ aus dem Schuldienst aus. Der eigentliche Grund dürfte gewesen sein, dass ihm Georg Waitz angeboten hatte, die Streitschriften des 11. und 12. Jahrhunderts über die Konflikte zwischen Kaiser und Papst in den Monumenta Germaniae Historica herauszugeben. Francke sollte insgesamt drei Bände anfertigen. Die ersten beiden Bände erschienen bis 1882.

## Wechsel nach Harvard

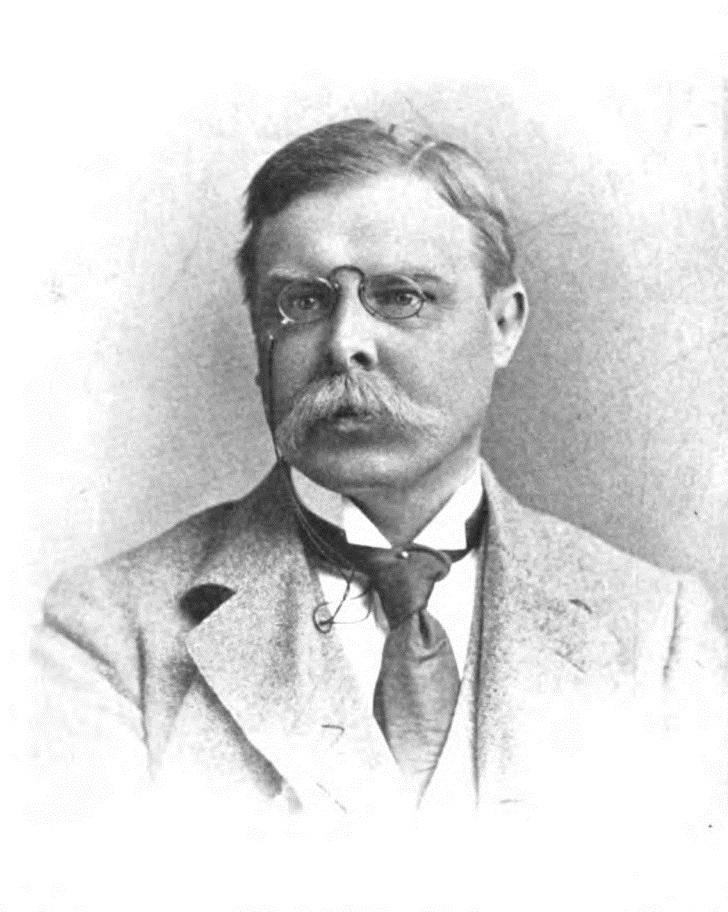
Kuno Francke vor 1903

Ephraim Emerton, ein Freund Franckes aus der Schulzeit und Lehrstuhlinhaber an der Harvard University und Friedrich Paulsen verhalfen Francke zu einer Stelle in Harvard. Die Arbeiten am dritten Band der Monumenta Germaniae Historica schloss er daher nicht ab. In Harvard übernahm er zum Wintersemester 1884/85 eine auf drei Jahre befristete Position als Lektor (instructor) der deutschen Sprache und Literatur. Unmittelbar nach der Ankunft in Amerika gründete Francke die American Historical Association mit. Dabei machte er Bekanntschaft mit Andrew D. White, der Francke danach vielfältig unterstützte. 1887 erhielt Francke eine Stelle als „Assistant Professor of German Literature“, 1886 eine Professur. Eine Professur für die deutsche Sprache hatte zuvor erstmals Karl Follen innegehabt, der die Universität 1835 verlassen hatte. Bis 1872 hatte kein neuer Pädagoge den Lehrstuhl erneut besetzt. Zwischenzeitlich hatte ein alter Gelehrter den Unterricht übernommen. Anschließend kamen wiederholt junge Lektoren hinzu, die primär die deutsche Sprache auf Gymnasialniveau unterrichteten. Franckes Lehrauftrag sah anfangs ebenfalls Deutschunterricht vor, beschränkte sich jedoch nicht darauf. Er durfte auch andere Vorlesungen über frei gewählte Themen aus dem Bereich der Germanistik geben, was er umfangreich tat.
Francke sprach im Unterricht mit einem deutlichen deutschen Akzent. Die Sympathien seiner aus diesem Grund skeptischen Schüler gewann er dank seiner beeindruckenden Rhetorik und war schnell ein gefragter Gastdozent: im Wintersemester 1898/99 lehrte er als Gastprofessor an der Johns Hopkins University in Baltimore, im Sommer 1899 an der University of Wisconsin, im Wintersemester 1915/16 an der Cornell University in Ithaca und im Sommer 1916 an der University of California, Berkeley.
Francke engagierte sich für den geregelten Austausch von Professoren in Deutschland und Harvard. Als er sich 1901/02 in Deutschland aufhielt, überzeugte er Bildungsminister Friedrich Althoff von seinem Vorhaben. Althoff verhandelte daraufhin mit Harvards Präsident Charles William Eliot. Daraus entstand ein Programm zum Austausch deutscher und amerikanischer Professoren, das über Franckes ursprüngliche Idee hinausging. Der Kaiser erwähnte das Vorhaben Anfang 1904 in seiner Neujahrsansprache vor dem diplomatischen Korps und machte daraus somit einen außenpolitischen Vorgang. Das Programm entwickelte sich zu einer festen Größe im akademischen Verhältnis beider Länder und bestand zunächst bis 1914.

## Einsatz für die deutsche Kultur
1891 nahm Francke die amerikanische Staatsbürgerschaft an. Er war fasziniert von den dortigen demokratischen Institutionen und über den informellen und spontanen geselligen Kontakt, den er seit einer Einwanderung erfahren hatte. Zu Deutschland hielt er trotzdem eine tiefe emotionale Bindung und setzte sich voller Leidenschaft dafür ein, in seiner neuen Heimat Informationen und Verständnis über die deutsche Kultur zu mehren. Dies war seine wesentliche Motivation für die zahlreichen Publikationen und Vorträge.
Insbesondere während des Ersten Weltkriegs konzentrierte sich Francke darauf, seinen Landsleuten deutsche Ansichten näherzubringen. Er schrieb Artikelserien, die in führenden amerikanischen Zeitungen und Magazinen erschienen. Darin sprach er sich gegen antideutsche Propaganda aus. Den Deutschamerikanern riet er, sich nicht antibritisch zu äußern und sich somit aus in Amerika führenden Kreisen ganz zu verabschieden. 1915 entstand aus den Artikeln das bekenntnishafte „A German American's Confession of faith“, ein Jahr später „The German Spirit“.
Francke teilte nie den Chauvinismus des deutschen Kaisers Wilhelm II. Er unterhielt sich mit diesem 1912 und zeigte sich danach entsetzt über dessen Ansichten. Er kritisierte deutsche Austauschprofessoren hart, die ihren amerikanischen Schülern in besserwisserischer Haltung versuchten, die Vorteile deutscher Kultur und Zivilisation zu vermitteln. Er empfahl Zurückhaltung und bescheidenes Auftreten bei Ansätzen, den Amerikaner die deutschstämmige Minderheit und deren Heimatland näherzubringen.
1915 nahm Francke nicht an einer zentralen Versammlung von Deutschamerikanern in Washington teil. Die dortigen Proteste richteten sich gegen Waffenexporte der Amerikaner an die Entente. Mit seiner Weigerung geriet er in Konflikte mit allen Seiten. Die Amerikaner unterstellten ihm zumindest geteilte Loyalität. Dabei half auch nicht, dass er stets hervorhob, amerikanischer Staatsbürger zu sein. Auch seine Warnungen an Millionen Deutschamerikaner, sich nicht zentral politisch zu organisieren, sondern stattdessen ihre Wahlstimmen als Druckmittel zu nutzen, änderten daran nichts. Die Deutschamerikaner sahen in Francke dagegen oftmals einen Verräter. Der Althistoriker Eduard Meyer, 1909/10 Austauschprofessor in Harvard, und weitere Landsleute gingen Francke hart an. Aus ähnlichen Gründen ging das Verhältnis mit dem Harvarder Kollegen Hugo Münsterberg in die Brüche.

## Unterbrechung der Lehrtätigkeit
Heinrich Albert, Ehemann einer Nichte Franckes, erwarb seit 1914 als Handelsattaché in New York und Washington Kriegsgüter und sorgte für prodeutsche Propaganda. 1915 entstand daraus ein großer Skandal, der Aufsehen erregte und Francke Anfeindungen von deutscher wie amerikanischer Seite einbrachte. Aus diesem Grund ging er im September 1916 in ein Sabbatjahr. Nachdem die USA in den Krieg eingetreten waren, bat Francke im April 1917 um Entpflichtung. Er verlegte seinen Wohnsitz nach Gilbertsville, woher seine Frau stammte. Hier vollendete er den zweiten Band seiner „Kulturwerte“. An seinem neuen Wohnort ließen schwere Verdächtigungen gegen ihn nicht nach. Er musste unter anderem hinnehmen, dass seine Privatkorrespondenz ohne sein Wissen geöffnet wurde. Trotzdem wurde er 1917 zum Präsident der Modern Language Association gewählt. Im selben Jahr schrieb er in „Is there to be a German Republic“, dass zukünftig Sozialisten Deutschland führen, die Monarchie allerdings beibehalten werden solle.
Francke selbst schrieb später, dass die Zeit des Ersten Weltkriegs der bedeutendste Konflikt gewesen sei, den er je erlebt habe. Er hielt Deutschland durchaus bedroht von Großbritannien, akzeptierte aber uneingeschränkt, dass die Amerikaner an Auseinandersetzungen mit den Briten nicht interessiert waren. Sein Sohn zog als freiwilliger Soldat für die Amerikaner in den Krieg nach Frankreich, was Francke nachvollziehen konnte und respektierte. Aus diesen Gründen scheint es tragisch, dass ihn sowohl Deutsche als auch Amerikaner diffamierten.

## Späte Jahre
Nach Ende des Krieges ging Francke im Sommer 1920 zurück nach Cambridge. Im selben Jahre reiste er nach Deutschland und traf Friedrich Ebert, dessen Politik er unterstützte und den er hoch schätzte. An der ehrenvollen Feier seines 70. Geburtstags im Jahr 1925 beteiligten sich viele amerikanische Germanistiker. Dank Wiederaufnahme der Kommunikation zwischen dem Deutschen Reich und den USA konnte das von ihm begründete Austauschprogramm der Professoren fortgesetzt werden.
Francke starb Mitte 1930 und wurde in Gilbertsville beigesetzt.

## Wirken als Kurator

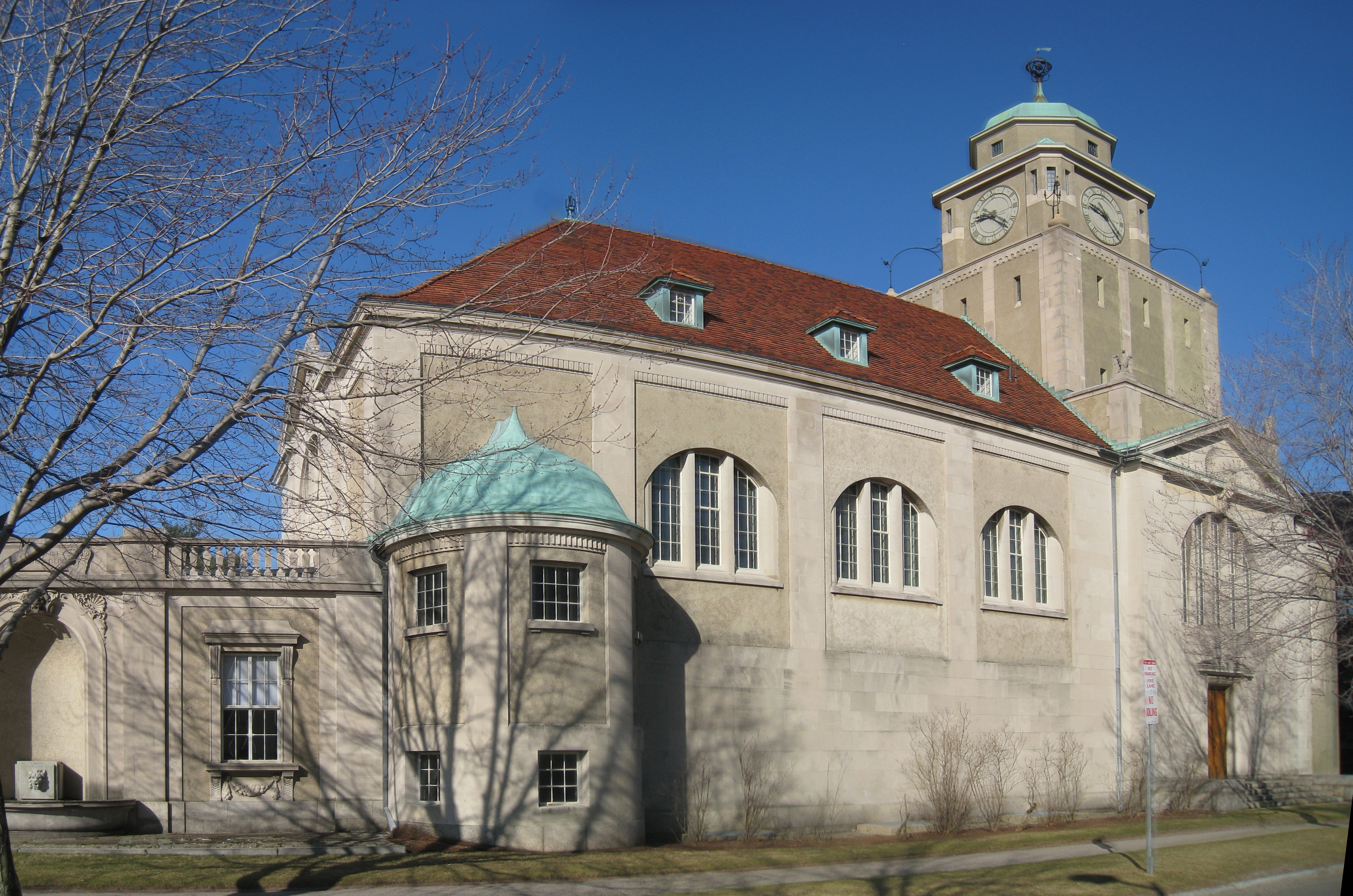
Das Busch-Reisinger-Museum

Seit Ende der 1890er Jahre plante Francke, in Harvard ein „Germanic Museum“ einzurichten. Im Mai 1901 schuf er den Förderverein „Germanic Museum Association“ und gewann Carl Schurz als engagierten Ehrenvorsitzenden und einflussreiche Persönlichkeiten aus Boston mit angelsächsischen Wurzeln. Theodore Roosevelt kam im Jahr seiner Amtsübernahme als amerikanischer Präsident als stellvertretender Vorsitzender des Fördergremiums hinzu. Somit entstand das 1903 eröffnete heutige Busch-Reisinger-Museum. Francke wurde daraufhin zum Professor für deutsche Kulturgeschichte (anstelle der Literaturgeschichte) ernannt. Damit sollte seine Lehrtätigkeit und das Wirken im Museum deutlicher herausgestellt werden.
Von der Eröffnung bis zur Vollendung des Baus im Jahr 1917 wirkte Francke als Kurator des Museums. 1920 wurde er zum Ehrenkurator ernannt, war aber de facto der eigentliche Kurator der Ausstellung. 1923 reiste er umfangreich durch Deutschland und erwarb Gipsabdrücke oder bekam diese Exponate, wie in Lübeck, geschenkt.

## Wirken als Herausgeber
Francke betätigte sich als Herausgeber in einem anderen großen Projekt, mit dem die Rezeption deutscher Kultur in Amerika unterstützt werden sollte. Die 1912 geschaffene German Publication Society wollte eine Editionsreihe verbreiten, mit deren Hilfe deutsche Texte über den Kreis von Germanisten und Deutschamerikaner hinaus bekannter werden sollten. Die Mittel kamen insbesondere von Adolphus Busch und Hugo Reisinger. Zu den Schirmherren gehörten Woodrow Wilson und Robert Borden. Reisinger wählte Francke als Herausgeber der Reihe mit dem Titel „German Classics of the XIX. und XX Centuries“.
Francke wählte für die seinerzeit einzigartige Schriftensammlung bewusst keine „Klassiker“ aus. Mit der Wahl seinerzeit neuerer deutscher Literatur hoffte er, besseres Verständnis bei einem größeren Personenkreis erreichen zu können. Die neu übersetzten Texte erhielten einführende Worte renommierter deutscher und amerikanischer Fachleute. Gemäß Franckes Literaturverständnis umfasste die Sammlung philosophische, politische und essayistische Schriften, darunter von Bismarck, Helmut von Moltke, Richard Wagner, Ferdinand Lassalle und Wilhelm I.
Francke konnte die 20 Bände der Reihe trotz des Ausbruchs des Ersten Weltkriegs fertigstellen. Die Vermarktung startete im Mai 1913 in einem spektakulären Umfeld mit großer Rezeption in der Presse. Der Absatz der Werke gestaltete sich anfangs erfolgreich. Mit dem Eintritt amerikanischer Truppen in das Kriegsgeschehen gingen die Verkäufe zurück; die Trägergesellschaft musste Konkurs anmelden; noch zahlreich vorhandene Restbestände wurden beinahe vernichtet. Das Studium der deutschen Sprache und Literatur in den USA kehrte nie wieder auf das quantitative Niveau zurück, das sie während Franckes Wirkungszeit erreicht hatte. 1982 bis 2007 entstand mit „The German Library“ ein ähnlicher Ansatz, deutsche Texte in englischer Sprache verfügbar zu machen.

## Werke
Francke veröffentlichte in deutscher und englischer Sprache. Sein Hauptwerk waren die „Social Forces in German Literature“ aus dem Jahr 1896, das in mehreren Auflagen erschien. Ab der vierten erweiterten Auflage trug es den Titel „A History of German Literature by Social Forces“, gedruckt 1901. Nachdrucke hiervon wurden bis 1969 vertrieben. Francke schrieb darin zur geistes- und sozialgeschichtlichen Historie der deutschen Literatur. Er legte dabei die anthropologische Annahme zugrunde, dass die Menschen Freiheit und Selbstentfaltung anstrebten, was in Konflikt mit der gewünschten Integration in eine Gemeinschaft stehe. Im Bereich der Ästhetik folge aus dem ersten Ansinnen die Beobachtung und Beschreibung des Besonderen und Veränderlichen und somit schlussendlich der Realismus. Aus dem Streben nach Integration folge eine Ausrichtung zum Allgemeinen Harmonischen und Dauerhaften, was somit zum Idealismus führe.
Francke verwendete als Belege nicht nur, wie seinerzeit üblich, reputable „Hochliteratur“. Seine Literaturgeschichte hatte signifikante Einflüsse auf die amerikanische Germanistik sowie andere Neuphilologen. Kritiker merkten mitunter berechtigt an, dass Francke aufgrund des Schematismus seiner Ausführungen ungewöhnliche Quellen verwenden müsse, da die Grundthesen mit der Hochliteratur nicht durchgängig belegt werden könnten.

## Familie
Francke heiratete am 27. Juni 1889 Katherine Gilbert (* 2. November 1860 in Gilbertsville; † 1. Februar 1956 in Cambridge). Ihr Vater John H. Gilbert (* 14. Januar 1817 in Gilbertsville; † nach 1899 ebenda) besaß Land und war Geschäftsmann. Die Mutter Elizabeth, geborene Lathrop (1824–1910), war eine Tochter des Arztes William Lathrop aus Gilbertsville.
Das Ehepaar Francke hatte eine Tochter und zwei Söhne.

## Ehrungen
Francke wurde für seine Verdienste vielfach geehrt:
- Sein ehemaliger Schüler und späterer Bundesrichter Julian W. Mack regte 1929 eine Stiftungsprofessur für deutsche Kunst- und Kulturgeschichte an. Die von Deutschamerikanern unterhaltene Einrichtung trägt Franckes Namen und existiert bis heute.[6]
- 1903 bekam Francke den Roten Adlerorden 3. Klasse verliehen.
- 1906 erhielt er den preußischen Kronenorden 2. Klasse.
- Die University of Wisconsin verlieh ihm 1912 die Ehrendoktorwürde (Litt. D.)
- Die Philosophische Fakultät der Universität München ernannte ihn 1928 zum Ehrendoktor.
- Francke war seit 1925 Ehrenmitglied und Senator der Deutschen Akademie.
- Francke gehörte zu den Fellows der American Philosophical Society (Wahljahr 1904), der American Academy of Arts and Sciences (Wahljahr 1905) und seit 1927 der Medieval Academy of Arts and Sciences.
- Der ehemalige Renaissance-Saal der Adolphus Busch Hall trägt heute den Titel „Kuno Francke Hall“.

## Mitgliedschaften
Francke gehörte der Deutsch-Amerikanischen Historischen Gesellschaft aus Chicago an und wurde 1904 deren Vizepräsident. Er war außerdem Mitglied der American Historical Association aus Washington und der Deutschen Gesellschaft für Soziologe, die ihn zum Ehrenmitglied ernannte.